# CAR Trophy
Il CAR Trophy è un torneo annuale di rugby che coinvolge le nazionali africane di rugby 15 di livello intermedio tra la Africa Cup e il CAR Development trophy.
Esso è nato nel 2009, quando la Africa Cup 2008-2009 fu prevista con formula biennale (era valida anche come qualificazione alla Coppa del Mondo di rugby 2011. le squadre eliminate al primo turno disputarono tale torneo, nella stagione 2009.

## Albo d'oro
| Anno | Campione                      | Finalista                     |
| ---- | ----------------------------- | ----------------------------- |
| 2009 | Marocco (nord) Zimbabwe (sud) | Kenya (nord) Madagascar (sud) |
| 2010 | Kenya "A" e Senegal "A"       | Kenya "A" e Senegal "A"       |

## Nord
- Semifinali

| Safi 8 luglio 2009 | Kenya | 22 – 7 | Senegal |  |

| Safi 8 luglio 2009 | Marocco | 11 – 0 | Camerun |  |

- Finale 3-4 posto

| Safi 29 giugno 2008 | Senegal | 11 – 3 | Camerun |  |

- Finale 1-2 posto

| Safi 11 luglio 2009 | Marocco | 29 – 11 | Kenya |  |

## Sud
| Gaborone 20 luglio 2009 | Zimbabwe | 31 – 22 | Madagascar |  |

| Gaborone 20 luglio 2009 | Botswana | 16 – 10 | Zambia |  |

| Gaborone 20 luglio 2009 | Mauritius | 10 – 9 | La Riunione |  |

| Gaborone 22 luglio 2009 | Botswana | 39 – 17 | La Riunione |  |

| Gaborone 22 luglio 2009 | Zimbabwe | 14 – 8 | Mauritius |  |

| Gaborone 22 luglio 2009 | Madagascar | 36 – 15 | Zambia |  |

| Gaborone 25 luglio 2009 | Zimbabwe | 23 – 3 | Botswana |  |

| Gaborone 25 luglio 2009 | Madagascar | 36 – 27 | La Riunione |  |

| Gaborone 25 luglio 2009 | Mauritius | 25 – 8 | Zambia |  |

| Pos. | Team        | Partite | Partite | Partite | Partite | Punti | Punti | Bonus | punti |
| Pos. | Team        | G       | V       | N       | P       | +     | -     | Bonus | punti |
| ---- | ----------- | ------- | ------- | ------- | ------- | ----- | ----- | ----- | ----- |
| 1    | Zimbabwe    | 3       | 3       | 0       | 0       | 68    | 33    | 1     | 13    |
| 2    | Madagascar  | 3       | 2       | 0       | 1       | 94    | 73    | 2     | 10    |
| 3    | Mauritius   | 3       | 2       | 0       | 1       | 43    | 31    | 1     | 9     |
| 4    | Botswana    | 3       | 2       | 0       | 1       | 58    | 50    | 1     | 9     |
| 5    | La Riunione | 3       | 0       | 0       | 3       | 53    | 85    | 1     | 1     |
| 6    | Zambia      | 2       | 0       | 0       | 3       | 33    | 77    | 1     | 1     |

## Torneo 2010
Per il 2010 il torneo è stato diviso in tre divisioni.

### Nord
È prevista la partecipazione di:
- Nigeria
- Burkina Faso
- Mali
- Benin
- Ghana
- Rep. del Congo

Il torneo è programmato a Niamey (Niger) per il 17-27 luglio 2010.

### Centro
È prevista la partecipazione di:
- Burundi
- Ruanda
- RD del Congo

Il torneo è programmato in Burundi per fine ottobre

### Sud
Venue:
Date: 14 – 19 June 2010
Participating Teams
Tanzania (Host)
Mauritius
Kenya “A”
Uganda “A”
È prevista la partecipazione di:
- Tanzania
- Mauritania
- Kenya "A"
- Uganda "A"

Il torneo è programmato a N Arusha, Tanzania per il 14-19 giugno 2010